# أخران (غافروبارمون)
أخران (بالفارسية: اخران) هي مستوطنة تقع في إيران في قسم غافروبارمون الريفي. يقدر عدد سكانها بـ 334 نسمة بحسب إحصاء 2016.